# Уитмор, Кэм
Кэмерон Уитмор (англ. Cameron Whitmore; род. 8 июля 2004, Одентон, Мэриленд) — американский профессиональный баскетболист клуба НБА «Хьюстон Рокетс».

## Карьера в школе
Уитмор учился в старшей школе средней школе архиепископа Спэлдинга в Северне, штат Мэриленд. В выпускном классе он был признан лучшим баскетболистом года по версии Capital Gazette. Он был выбран для участия в матче McDonald's All-American 2022 года. Он играл в юношеском чемпионате Америки (до 18 лет) 2022 года, где был признан MVP турнира.
Уитмор был единогласно признанным пятизвездочным рекрутом и одним из лучших игроков в классе 2022 года, по данным крупных рекрутинговых служб. 7 октября 2021 года он выбрал право играть за «Вилланову», несмотря на предложения от «Иллинойса» и «Северной Каролины».

## Карьера в колледже
Пропустив семь игр из-за травмы большого пальца, Уитмор дебютировал в матче против «Оклахомы». В своём первом сезоне с «Виллановой» Уитмор в среднем набирал 12,5 очков, 5,3 подбора и 0,7 результативных передач за игру. По завершении своего первого года обучения Уитмор был назван новичоком года конференции Big East. Позже он выставил свою кандидатуру на драфт НБА 2023 года, став первым игроком «Виллановы», который сделал это после одного сезона в команде, после Тима Томаса в 1997 году.

## Профессиональная карьера

### «Хьюстон Рокетс»/«Рио-Гранде Вэллей Вайперс» (2023—н.в.)
До драфта Уитмора считали высоким выбором, и некоторые прогнозы ставили его на четвёртое место в общем зачете. «Хьюстон Рокетс» выбрали Уитмора под двадцатым общим выбором на драфте НБА 2023 года. 26 октября 2023 года он дебютировал в НБА, не набрав ни одного очка и сделав 1 подбор в проигрышной игре против «Орландо Мэджик» (86:116). Он впервые вышел в стартовом составе 21 января 2024 года в домашнем проигрыше от «Бостон Селтикс» (107:116). Уитмор набрал 5 очков, 4 подбора, 1 блок-шот, 1 перехват и не отдал ни одной результативной передачи при 27% реализованных бросков с игры. 26 января Уитмор сделал свой первый дабл-дабл в карьере и установил свой рекорд в карьере, набрав 24 очка, сделав 11 подборов и 2 результативные передачи при 50% реализации бросков в победной игре против «Шарлотт Хорнетс» (138:104).

## Профиль игрока
При росте 201 сантиметр и весе 104 килограмма Уитмор играет на позиции лёгкого форварда. На комбайне НБА 2023 года Уитмор занял третье место по максимальному вертикальному прыжку (40,5 дюймов). Скауты рассматривали Уитмора как универсального нападающего с огромным потенциалом и атлетизмом. В нападении он может эффективно использовать ряд приёмов ведения, чтобы набирать очки в проходе против защитников схожего размера. Когда он пришел в лигу, комментаторы отметили его слабые стороны — результативность на половине площадки, видение поля и IQ. Его сравнивали с Джейем Краудером и Кэроном Батлером.

## Статистика

### Статистика в НБА
| Сезон                                                                                    | Команда | Регулярный сезон | Регулярный сезон | Регулярный сезон | Регулярный сезон | Регулярный сезон | Регулярный сезон | Регулярный сезон | Регулярный сезон | Регулярный сезон | Регулярный сезон | Регулярный сезон | Серия плей-офф | Серия плей-офф | Серия плей-офф | Серия плей-офф | Серия плей-офф | Серия плей-офф | Серия плей-офф | Серия плей-офф | Серия плей-офф | Серия плей-офф | Серия плей-офф |
| Сезон                                                                                    | Команда | GP               | GS               | MPG              | FG%              | 3P%              | FT%              | RPG              | APG              | SPG              | BPG              | PPG              | GP             | GS             | MPG            | FG%            | 3P%            | FT%            | RPG            | APG            | SPG            | BPG            | PPG            |
| ---------------------------------------------------------------------------------------- | ------- | ---------------- | ---------------- | ---------------- | ---------------- | ---------------- | ---------------- | ---------------- | ---------------- | ---------------- | ---------------- | ---------------- | -------------- | -------------- | -------------- | -------------- | -------------- | -------------- | -------------- | -------------- | -------------- | -------------- | -------------- |
| 2023/24                                                                                  | Хьюстон | 47               | 2                | 18,7             | 45,4             | 35,9             | 67,9             | 3,8              | 0,7              | 0,6              | 0,4              | 12,3             | Не участвовал  | Не участвовал  | Не участвовал  | Не участвовал  | Не участвовал  | Не участвовал  | Не участвовал  | Не участвовал  | Не участвовал  | Не участвовал  | Не участвовал  |
|                                                                                          | Всего   | 47               | 2                | 18,7             | 45,4             | 35,9             | 67,9             | 3,8              | 0,7              | 0,6              | 0,4              | 12,3             | Не участвовал  | Не участвовал  | Не участвовал  | Не участвовал  | Не участвовал  | Не участвовал  | Не участвовал  | Не участвовал  | Не участвовал  | Не участвовал  | Не участвовал  |
| Наведите курсор мыши на аббревиатуры в заголовке таблицы, чтобы прочесть их расшифровку. |         |                  |                  |                  |                  |                  |                  |                  |                  |                  |                  |                  |                |                |                |                |                |                |                |                |                |                |                |

### Статистика в NCAA
| Сезон | Команда   | Conf     | Class | GP | GS | MPG  | FG%  | 3P%  | FT%  | RPG | APG | SPG | BPG | PPG  |
| --- | --------- | -------- | ----- | -- | -- | ---- | ---- | ---- | ---- | --- | --- | --- | --- | ---- |
| 2022/23 | Вилланова | Big East | FR    | 26 | 20 | 27,4 | 47,8 | 34,3 | 70,3 | 5,3 | 0,7 | 1,4 | 0,3 | 12,5 |
| Всего | Всего     | Всего    | Всего | 26 | 20 | 27,4 | 47,8 | 34,3 | 70,3 | 5,3 | 0,7 | 1,4 | 0,3 | 12,5 |
| Наведите курсор мыши на аббревиатуры в заголовке таблицы, чтобы прочесть их расшифровку Статистика приведена с сайта sports-reference.com |           |          |       |    |    |      |      |      |      |     |     |     |     |      |